# Restrepiella
Restrepiella — род многолетних травянистых растений подтрибы Pleurothallidinae трибы Epidendreae семейства Орхидные (Orchidaceae).

## Биологическое описание
Миниатюрные симподиальные растения.

## Виды
По данным The Plant List, род включает два вида:
- Restrepiella lueri Pupulin & Bogarín
- Restrepiella ophiocephala (Lindl.) Garay & Dunst.

По данным Королевских ботанических садов Кью, род, помимо указанных выше, включается ещё один вид:
- Restrepiella guatemalensis Archila, 1999